# Oregon Route 10
Az Oregon Route 10 (OR-10) egy oregoni állami országút, amely nyugat–keleti irányban a 219-es úttól Alohán, Beavertonon és Raleigh Hillsen át Portlandig halad, ahol a 99W útba csatlakozik.

## Leírás
Az útpálya a 219-es útból, Farmington önkormányzat nélküli településtől három kilométerre nyugatra kezdődik. Kettő kilométer múlva egy Hillsboro felé vezető elágazás található, majd közvetlen Farmington előtt egy a helyi patakon átívelő híd áll. Az útvonal Hazeldale és Aloha közösségeket keresztezve Beavertonba érkezik, ahol rövid ideig a 8-as úttal párhuzamosan fut, majd a Westside Express Service HÉV-vonal vágánya után a 217-es úttal találkozik, majd alatta elhaladva Raleigh Hillsbe, a 210-es út végpontjához ér. Portland Hillsdale kerületében a 25. kilométernél le lehet hajtani a délnyugati Capitol országútra, illetve délnyugati Bertha sugárútra, majd egy kilométer múlva az út felüljárón keresztezi a 99W utat, majd becsatlakozik abba.